# Laura Knott
Laura Knott (* 1955) ist eine US-amerikanische Performancekünstlerin, Tänzerin und Kuratorin.

## Leben und Werk
Laura Knott absolvierte Studiengänge an der Duke University und am Massachusetts Institute of Technology und arbeitete mehrere Jahre am MIT Museum. Sie organisierte dort 2013 die Ausstellung „5000 Moving Parts“. 1987 Sky Chasm und Aqua Echo sind zwei Performances, die Laura Knott 1987 in Zusammenarbeit mit Shawn Brixey auf der documenta 8 in Kassel realisiert hat.
Laura Knott gründete „Cultureburg“.